# Лабе (регіон)
Лабе (фр. Labé) — регіон на півночі Гвінеї.
- Адміністративний центр — Лабе.
- Площа — 22 869 км², населення — 919 700 осіб (2009 рік).

## Географія
На сході межує з регіоном Фарана, на півдні з регіоном Маму, на південному заході з регіоном Кіндіа, на заході з регіоном Боке, на півночі з Сенегалом, на північному сході з Малі.
Велика частина провінції розташована в гірському регіоні Фута-Джаллон.

## Адміністративний поділ
Адміністративно провінція поділяється на 5 префектур:
- Кубія
- Лабе
- Малі
- Лелума
- Туге